# Les Filles du Rhône
Pour plus de détails, voir Fiche technique et Distribution.
Les Filles du Rhône est un film français réalisé par Jean-Paul Paulin et sorti en 1938.

## Synopsis
En Camargue, la propriété du comte de Vauvert est réputée pour les courses de taureaux, mais est proche de la ruine. Le comte doit marier sa fille ainée avec Danjou, un homme riche et insolent. Le fils de l'ancien gardien des Vauvert, grand et beau jeune homme, rencontre par hasard la fille du comte dans la campagne. Le comte l'engage alors pour défendre les couleurs du domaine.

## Fiche technique
- Réalisation : Jean-Paul Paulin
- Scénario : Jean des Vallières
- Images : Léonce-Henri Burel
- Son : Lenoir
- Musique : Maurice Jaubert
- Production : Société Nouvelle de Cinématographie (SNC)
- Directeur de production : Léon Beytout, René Pignères
- Photographe de plateau : R. Forster
- Distribution : Pathé Consortium Cinéma
- Format :  Son mono - Noir et blanc - 35 mm  - 1,37:1
- Genre : Film dramatique
- Durée :  110 minutes
- Date de sortie : 20 avril 1938

## Distribution
- Annie Ducaux : Frédérique
- Daniel Lecourtois : Jean Fabregas
- Alexandre Rignault : Danjou
- Pierre Larquey : Fabregas père
- Alexandre Arnaudy : Paulus
- Andrée Berty  : Audiberte
- Charles Blavette : le sergent de ville
- Denise Bosc  : Margarido
- Paul Escoffier : le comte de Vauvert
- Nane Germon  : Rosette
- André Nicolle : Dupuis, le manadier communiste
- Teddy Parent  : Victorin, le garde-chasse
- Maurice Rémy  : Bela
- Madeleine Sologne : Sara, la gitane